# 역선택
역선택(逆選擇, 영어: adverse selection)은 의사결정이나 위험관리에 필요한 정보가 충분하지 않아서 시장에서 저품질 상품이 많아지고 고품질 상품은 시장에서 사라지는 문제를 말한다. 이를 최초로 제기한 조지 애컬로프는, 역선택은 품질 불확실성으로 인해 발생하는 것으로 품질 불확실성 문제에 보증 제도, 브랜드의 평판, 면허 제도 등으로 대처할 수 있다고 주장했다.
정보의 비대칭성으로 인해 고품질 상품을 시장에서 판매할 기회를 상실하게 만들기 때문에 정보의 비대칭성 문제는 정보를 더 많이 가진 사람에게도 손해를 끼치게 된다.

## 같이 보기
- 레몬 시장